# Down and Derby
Down and Derby è un film del 2005 scritto e diretto da Eric Hendershot e interpretato da Greg Germann, Lauren Holly e Pat Morita.